# 文得根水库
文得根水库位于中国内蒙古自治区兴安盟扎赉特旗，是以防洪、调水、灌溉为主，兼有发电功能的大（一）型水库。是嫩江防洪工程体系的骨干工程。下游的绰勒水库是其反调节水库。
水库移民工程开始于2012年。主要由河床沥青混凝土心墙堆石坝、右岸岸坡式溢洪道、引水系统、地面坝后式发电厂房等水工建筑物组成。
坝顶长度1470米。坝顶宽7米，上、下游边坡均为1：1.5。岸坡式溢洪道由7孔组成，其长、宽为10米、13.3米，最大单宽流量为125.5立方米/秒，校核泄流量为8785立方米/秒。工程量为土方643.43万立方米，混凝土19.77万立方米.
水库校核洪水位377.34米，正常蓄水位373.8米，死水位354.0米，防洪高水位374.7米，最低发电水位360.0米。总库容16.4亿立方米，调节库容10.89亿立方米，死库容1.98亿立方米，防洪库容1.56亿立方米，调洪库容4.24亿立方米。
电站装机容量为6.4万千瓦，由4台机组组成，最大工作水头为39.5米，最小工作水头为23.0米。多年平均发电量1.4亿千瓦小时。
下游水田灌溉面积将由建设前的8.41万亩发展到101.49万亩。调水7亿立方米。
工程静态投资169373.74万元，总投资174052.74万元。其中枢纽工程投资123845.58万元，水库淹没处理补偿投资为46907.16万元，水保工程投资3300万元。工程建设期四年，贷款偿还期21.7年。